# Lithocarpus gracilis
Lithocarpus gracilis (Korth.) Soepadmo – gatunek roślin z rodziny bukowatych (Fagaceae Dumort.). Występuje naturalnie w Malezji oraz Indonezja (na Sumatrze i w Kalimantanie).

## Morfologia
PokrójZimozielone drzewo dorastające do 40 m wysokości. Pień wyposażony jest w korzenie podporowe. Kora ma brązowoszarawą barwę i jest popękana.
LiścieBlaszka liściowa jest skórzasta i ma eliptyczny kształt. Mierzy 15–55 cm długości oraz 7–10 cm szerokości, ma ostrokątną nasadę i wierzchołek od ostrego do spiczastego. Ogonek liściowy jest nagi i ma 15–20 mm długości. Przylistki mają równowąski lub owalny kształt i osiągają 2–4 mm długości.
OwoceOrzechy o jajowatym kształcie, dorastają do 15–18 mm długości. Osadzone są pojedynczo w łuskowatych miseczkach mierzących 20–25 mm średnicy.

## Biologia i ekologia
Rośnie w lasach pierwotnych, na bagnach oraz przy ciekach.